# 埃爾塔夫隆
埃爾塔夫隆是哥倫比亞的城鎮，位於該國西南部，由納里尼奧省負責管轄，距離首府帕斯托62公里，面積315平方公里，海拔高度1,495米，2005年人口13,890。
1°25′47″N 77°06′00″W / 1.42972°N 77.1°W